# 鈴木健一 (日本文学者)
鈴木 健一（すずき けんいち、1960年4月21日 - ）は、日本の国文学者。専門は日本近世文学全般・和歌・漢文学。学習院大学教授。

## 人物
東京都生まれ。東京大学文学部国文科卒業、1988年、同・大学院博士課程単位取得退学。1994年、日本古典文学会賞を受賞。1997年「近世堂上歌壇の研究」で東京大学で博士（文学）の学位を取得。
1988年、東京大学教養学部助手、1993年、茨城大学助教授、2001年、日本女子大学教授、2004年、学習院大学文学部教授。
近世文学が専門だが、詩歌（和歌と漢詩）の歴史や古典の享受史、和漢比較文学など、研究テーマは幅広い。そのため、古典全般に造詣が深く、研究書から一般書まで、数多くの著作を刊行している。
妻は国文学者の鈴木宏子。

## 著書

### 単著
- 『近世堂上歌壇の研究』汲古書院、1996年。ISBN 476293402X（増訂版、2009年。ISBN 9784762935725）
- 『江戸詩歌の空間』森話社、1998年。ISBN 4916087089
- 『林羅山年譜稿』ぺりかん社、1999年。ISBN 4831508888
- 『伊勢物語の江戸：古典イメージの受容と創造』森話社、2001年。ISBN 4916087232
- 『江戸詩歌史の構想』岩波書店、2004年。ISBN 4000222686
- 『知ってる古文の知らない魅力』講談社〈講談社現代新書〉、2006年。ISBN 406149841X
- 『古典詩歌入門』岩波書店〈岩波テキストブックス〉、2007年。ISBN 9784000280457
- 『風流 江戸の蕎麦：食う、描く、詠む』中央公論新社〈中公新書〉、2010年。ISBN 9784121020741
- 『江戸古典学の論』汲古書院、2011年。ISBN 9784762935855
- 『林羅山：書を読みて未だ倦まず』ミネルヴァ書房〈日本評伝選〉、2012年。ISBN 9784623064809
- 『日本漢詩への招待』東京堂出版、2013年。ISBN 9784490208269
- 『古典注釈入門：歴史と技法』岩波書店〈岩波現代全書〉、2014年。ISBN 9784000291460
- 『江戸諸國四十七景：名所絵を旅する』講談社選書メチエ、2016年。ISBN 9784062586252
- 『天皇と和歌：国見と儀礼の一五〇〇年』講談社選書メチエ、2017年。ISBN 9784062586443
- 『不忍池ものがたり：江戸から東京へ』岩波書店、2018年。ISBN 9784000612999
- 『佐佐木信綱：本文の構築』岩波書店〈近代「国文学」の肖像（第3巻）〉、2021年。ISBN 9784000269780
- 『近世文学史論：古典知の継承と展開』岩波書店、2023年。ISBN 9784000615808
- 『日本近世文学史』三弥井書店、2023年。ISBN 9784838234073
- 『日本人にとって教養とはなにか：〈和〉〈漢〉〈洋〉の文化史』勉誠社、2024年。ISBN 9784585390442

### 編著
- 『歌論歌学集成』第15巻、三弥井書店、1999年。ISBN 4838231008
- 『源氏物語の変奏曲：江戸の調べ』三弥井書店、2003年。ISBN 4838231245
- 『後水尾院御集』明治書院〈和歌文学大系68〉、2003年。ISBN 4625413176
- 『義経伝説：判官びいき集大成』小学館、2004年。ISBN 4096261335
- 『江戸の詩歌と小説を知る本』笠間書院、2006年。ISBN 4305703149
- 『江戸の「知」：近世注釈の世界』森話社、2010年。ISBN 9784864050159
- 『鳥獣虫魚の文学史：日本古典の自然観』全4巻、三弥井書店、2011年-2012年。
- 『浸透する教養：江戸の出版文化という回路』勉誠出版、2013年。ISBN 9784585290612
- 『輪切りの江戸文化史：この一年に何が起こったか？』勉誠出版、2018年。ISBN 9784585222200
- 『明治の教養：変容する〈和〉〈漢〉〈洋〉』勉誠出版、2020年。ISBN 9784585291930
- 『東海道五十三次をよむ』三弥井書店、2020年。ISBN 9784838233748

### 名所図会
各 斎藤月岑・長谷川雪旦 挿画
- 『新訂 江戸名所図会』全6巻、市古夏生共校訂、筑摩書房〈ちくま学芸文庫〉、1996年-1997年
- 『江戸切絵図集　名所図会 別巻1』市古夏生共校訂、筑摩書房〈ちくま学芸文庫〉、1997年。ISBN 9784480083371
- 『江戸名所図会事典　名所図会 別巻2』市古夏生共校訂、筑摩書房〈ちくま学芸文庫〉、1997年。ISBN 9784480083388
- 『新訂 都名所図会』全5巻、市古夏生共校訂、筑摩書房〈ちくま学芸文庫〉、1999年。本書は秋里籬島・竹原春朝斎 挿画
- 『新訂 東都歳時記』上・下、市古夏生共校訂、筑摩書房〈ちくま学芸文庫〉、2001年。
- 『新訂 江戸名所花暦』市古夏生共校訂、筑摩書房〈ちくま学芸文庫〉、2001年。ISBN 4480086269

### 共編・共著
- 『近世堂上千首和歌集』上・下、島原泰雄・湯浅佳子、古典文庫、1997-1998年。
- 『影印 近世漢文選』杉下元明・堀川貴司、和泉書院、1997年。ISBN 4870888602
- 『批評集成・源氏物語』全5巻、島内景二・小林正明、ゆまに書房、1999年。
- 『和歌をひらく』全5巻、浅田徹・勝原晴希・花部英雄・渡部泰明、岩波書店、2005-2006年。
- 『日本の古典 江戸文学編』揖斐高共著、放送大学教育振興会、2006年。ISBN 4595306490
- 『布留散東／はちすの露／草径集／志濃夫廼舎歌集』進藤康子・久保田啓一共著、明治書院〈和歌文学大系74〉、2007年。ISBN 9784625414008
- 『海外見聞集　新日本古典文学大系 明治編5』ロバート・キャンベルほか8名共注、岩波書店、2009年。ISBN 9784002402055
- 『和歌史を学ぶ人のために』鈴木宏子共編、世界思想社、2011年。ISBN 9784790715337
- 『天皇と芸能　天皇の歴史10』渡部泰明・阿部泰郎・松澤克行共著、講談社、2011年。ISBN 9784062807401／講談社学術文庫、2018年。ISBN 9784065130247）
- 『江戸の学問と文藝世界』森話社、2018年。ISBN 9784864051262

杉田昌彦・田中康二・西田正宏・山下久夫共編
- 『晩華和歌集／賀茂翁家集』大山和哉・田代一葉・田中仁共著、明治書院〈和歌文学大系69〉、2019年。ISBN 9784625424335

## 参考サイト
- 学習院大学:鈴木　健一(SUZUKI, Ken'ichi) 教授 2022年9月閲覧